# 2018-as UCI World Tour
A 2018-as UCI World Tour a Nemzetközi Kerékpáros-szövetség (UCI) tizedik versenysorozat-kiírása volt.
A versenysorozat a Tour Down Under-rel kezdődött meg január 16-án és október 21-én ért véget a Kuanghszi körversennyel.
Az egyéni győztes végül a Vuelta-győztes Simon Yates lett, a csapatok közül pedig a rekorszámú győzelmet szerző Quick Step Floors bizonyult a legjobbnak.

## Szabályváltozások
2018-ban egyes versenyeken bevezetik a videóbírót, mellyel a verseny közbeni szabálytalanságokat vizsgálhatják majd meg több szemszögből. Ezzel együtt szigorodnak a szabályok és az azokat megsértők is nagyobb bírságra számíthatnak. Az egyik legfontosabb változás azonban a csapatok létszámára vonatkozik. A háromheteseken ettől fogva 8, míg az egyéb World Tour-versenyeken 7 versenyzőt indíthatnak majd a csapatok, ezzel segítve a biztonságosabb versenyzést.

## Részt vevő csapatok
| - AG2R La Mondiale - Astana - Bahrain–Merida - BMC Racing Team - Bora–Hansgrohe - EF Education First–Drapac p/b Cannondale |  | - Groupama–FDJ - Katyusa–Alpecin - Lotto Soudal - Mitchelton–Scott - Movistar Team - Quick Step Floors |  | - Team Dimension Data - Team Lotto NL–Jumbo - Team Sky - Team Sunweb - Trek–Segafredo - UAE Team Emirates |

## Versenyek
| #  | Verseny                                              | Dátum                       | Győztes            | Csapat              | Világranglista-vezető |
| -- | ---------------------------------------------------- | --------------------------- | ------------------ | ------------------- | --------------------- |
| 1  | Tour Down Under Részletek                            | január 16–21.               | Daryl Impey        | Mitchelton–Scott    | Daryl Impey           |
| 2  | Great Ocean Road Race Részletek                      | január 28.                  | Jay McCarthy       | Bora–Hansgrohe      | Daryl Impey           |
| 3  | Abu Dhabi Tour Részletek                             | február 21–25.              | Alejandro Valverde | Movistar Team       | Daryl Impey           |
| 4  | Omloop Het Nieuwsblad Részletek                      | február 24.                 | Michael Valgren    | Astana              | Daryl Impey           |
| 5  | Strade Bianche Részletek                             | március 3.                  | Tiesj Benoot       | Lotto Soudal        | Daryl Impey           |
| 6  | Párizs–Nizza Részletek                               | március 4–11.               | Marc Soler         | Movistar Team       | Daryl Impey           |
| 7  | Tirreno–Adriatico Részletek                          | március 7–13.               | Michał Kwiatkowski | Team Sky            | Daryl Impey           |
| 8  | Milánó–Sanremo Részletek                             | március 17.                 | Vincenzo Nibali    | Bahrain–Merida      | Daryl Impey           |
| 9  | Katalán körverseny Részletek                         | március 19–25.              | Alejandro Valverde | Movistar Team       | Alejandro Valverde    |
| 10 | E3 Harelbeke Részletek                               | március 23.                 | Niki Terpstra      | Quick Step Floors   | Daryl Impey           |
| 11 | Gent–Wevelgem Részletek                              | március 25.                 | Peter Sagan        | Bora–Hansgrohe      | Alejandro Valverde    |
| 12 | Dwars door Vlaanderen Részletek                      | március 28.                 | Yves Lampaert      | Quick Step Floors   | Alejandro Valverde    |
| 13 | Flandriai körverseny Részletek                       | április 1.                  | Niki Terpstra      | Quick Step Floors   | Peter Sagan           |
| 14 | Baszk körverseny Részletek                           | április 2–7.                | Primož Roglič      | Team Lotto NL–Jumbo | Peter Sagan           |
| 15 | Párizs–Roubaix-kerékpárverseny Részletek             | április 8.                  | Peter Sagan        | Bora–Hansgrohe      | Peter Sagan           |
| 16 | Amstel Gold Race Részletek                           | április 15.                 | Michael Valgren    | Astana              | Peter Sagan           |
| 17 | La Flèche Wallonne Részletek                         | április 18.                 | Julian Alaphilippe | Quick Step Floors   | Peter Sagan           |
| 18 | Liège–Bastogne–Liège Részletek                       | április 22.                 | Bob Jungels        | Quick Step Floors   | Peter Sagan           |
| 19 | Tour de Romandie Részletek                           | április 24–29.              | Primož Roglič      | Team Lotto NL–Jumbo | Peter Sagan           |
| 20 | Eschborn-Frankfurt–Rund um den Finanzplatz Részletek | május 1.                    | Alexander Kristoff | UAE Team Emirates   | Peter Sagan           |
| 21 | Giro d’Italia Részletek                              | május 5–27.                 | Chris Froome       | Team Sky            | Peter Sagan           |
| 22 | Tour of California Részletek                         | május 13–19.                | Egan Bernal        | Team Sky            | Peter Sagan           |
| 23 | Critérium du Dauphiné Részletek                      | június 3–10.                | Geraint Thomas     | Team Sky            | Peter Sagan           |
| 24 | Tour de Suisse Részletek                             | június 9–17.                | Richie Porte       | BMC Racing Team     | Peter Sagan           |
| 25 | Tour de France Részletek                             | július 7–29.                | Geraint Thomas     | Team Sky            | Peter Sagan           |
| 26 | RideLondon–Surrey Classic Részletek                  | július 29.                  | Pascal Ackermann   | Bora–Hansgrohe      | Peter Sagan           |
| 27 | Clásica San Sebastián Részletek                      | augusztus 4.                | Julian Alaphilippe | Quick Step Floors   | Peter Sagan           |
| 28 | Lengyel körverseny Részletek                         | augusztus 4–10.             | Michał Kwiatkowski | Team Sky            | Peter Sagan           |
| 29 | / BinckBank Tour Részletek                           | augusztus 13–19.            | Matej Mohorič      | Bahrain–Merida      | Peter Sagan           |
| 30 | EuroEyes Cyclassics Részletek                        | augusztus 19.               | Elia Viviani       | Quick Step Floors   | Peter Sagan           |
| 31 | Vuelta ciclista a España Részletek                   | augusztus 25–szeptember 16. | Simon Yates        | Mitchelton–Scott    | Simon Yates           |
| 32 | Bretagne Classic Ouest–France Részletek              | augusztus 26.               | Oliver Naesen      | AG2R La Mondiale    | Peter Sagan           |
| 33 | Grand Prix Cycliste de Québec Részletek              | szeptember 7.               | Michael Matthews   | Team Sunweb         | Peter Sagan           |
| 34 | Grand Prix Cycliste de Montréal Részletek            | szeptember 9.               | Michael Matthews   | Team Sunweb         | Peter Sagan           |
| 35 | Országútikerékpár-világbajnokság Részletek           | szeptember 22.              | Quick Step Floors  | Quick Step Floors   | Simon Yates           |
| 36 | Török körverseny Részletek                           | október 9–14.               | Eduard Prades      | Euskadi–Murias      | Simon Yates           |
| 37 | Giro di Lombardia Részletek                          | október 13.                 | Thibaut Pinot      | Groupama–FDJ        | Simon Yates           |
| 38 | Kuanghszi körverseny Részletek                       | október 16–21.              | Gianni Moscon      | Team Sky            | Simon Yates           |

## Pontverseny végeredménye

### Versenyzők
| Helyezés | Versenyző          | Csapat              | Pont    |
| -------- | ------------------ | ------------------- | ------- |
| 1        | Simon Yates        | Mitchelton–Scott    | 3072    |
| 2        | Peter Sagan        | Bora–Hansgrohe      | 2992    |
| 3        | Alejandro Valverde | Movistar Team       | 2609    |
| 4        | Geraint Thomas     | Team Sky            | 2534,25 |
| 5        | Greg Van Avermaet  | BMC Racing Team     | 2442,14 |
| 6        | Elia Viviani       | Quick Step Floors   | 2399    |
| 7        | Michael Matthews   | Team Sunweb         | 2393,19 |
| 8        | Julian Alaphilippe | Quick Step Floors   | 2161,12 |
| 9        | Chris Froome       | Team Sky            | 1976,68 |
| 10       | Tom Dumoulin       | Team Sunweb         | 1975,62 |
| 11       | Primož Roglič      | Team Lotto NL–Jumbo | 1951    |
| 12       | Michael Valgren    | Astana              | 1803    |
| 13       | Miguel Ángel López | Astana              | 1610    |
| 14       | Romain Bardet      | AG2R La Mondiale    | 1530    |
| 15       | Oliver Naesen      | AG2R La Mondiale    | 1516    |
| 16       | Michał Kwiatkowski | Team Sky            | 1515,25 |
| 17       | Thibaut Pinot      | Groupama–FDJ        | 1500    |
| 18       | Tim Wellens        | Lotto Soudal        | 1480    |
| 19       | Jasper Stuyven     | Trek–Segafredo      | 1459    |
| 20       | Steven Kruijswijk  | Team Lotto NL–Jumbo | 1456    |

### Csapatok
| Helyezéz | Csapat                    | Pont     |
| -------- | ------------------------- | -------- |
| 1        | Quick Step Floors         | 13425,97 |
| 2        | Team Sky                  | 10213    |
| 3        | Bora–Hansgrohe            | 9201     |
| 4        | BMC Racing Team           | 8779,97  |
| 5        | Mitchelton–Scott          | 8660,03  |
| 6        | Astana                    | 7869     |
| 7        | Bahrain–Merida            | 7409     |
| 8        | Movistar Team             | 7351     |
| 9        | Team Sunweb               | 7266,95  |
| 10       | Team Lotto NL–Jumbo       | 7059     |
| 11       | AG2R La Mondiale          | 6397     |
| 12       | UAE Team Emirates         | 5495     |
| 13       | Trek–Segafredo            | 5428     |
| 14       | Groupama–FDJ              | 5102     |
| 15       | Lotto Soudal              | 4700,01  |
| 16       | EF Education First–Drapac | 4373     |
| 17       | Katyusa–Alpecin           | 2757     |
| 18       | Dimension Data            | 2017     |